# T-7 (Rakete)
T-7 (chinesisch 探空火箭7號 / 探空火箭7号, Pinyin Tànkōng Huǒjiàn 7 Hào, deutsch „Höhenforschungsrakete 7“) ist die Bezeichnung der ersten in der Volksrepublik China entwickelten Höhenforschungsrakete. 
Die am 13. September 1960 erstmals gestartete T-7 konnte mit einer Nutzlast von 25 kg eine Höhe von 58 Kilometern erreichen. Die einstufige, mit Flüssigtreibstoff angetriebene, ungelenkte T-7 hatte eine Länge von 8 Metern, ein Startgewicht von 1138 kg und einen Durchmesser von 45 Zentimetern. Der Schub konnte durch Feststoff- und später durch Flüssigtreibstoff-Booster verstärkt werden.

## Entwicklung
Die Entwicklung durch das Ingenieurbüro für Maschinenbau und Elektrotechnik Shanghai unter Wang Xiji begann im Oktober 1959. Nach einigen Entwürfen (T-1, T-2 etc.), die aus technischen Gründen und wegen Lieferschwierigkeiten – man befand sich gerade im Großen Sprung nach vorn – nicht oder nur zum Teil verwirklicht werden konnten, wurde zunächst der verkleinerte zweistufige Prototyp T-7M getestet (das „M“ stand für 模型火箭, Pinyin Móxíng Huǒjiàn, also „Modellrakete“). Die 5,345 m lange Modellrakete mit einem Durchmesser von 45 cm und einem Startgewicht von 190 kg besaß zwei Stufen: einen Feststoff-Booster, und dann die eigentliche Rakete, die einen selbstzündenden Diergol-Treibstoff mit Anilin und Salpetersäure als Oxidator verwendete, der dem Triebwerk eine Schubkraft von 2,26 kN verlieh. Die Rakete besaß kein Lenksystem; ihre Flugrichtung wurde nur von der Startrampe bestimmt. Wenn die Boosterstufe abgebrannt war, zündete automatisch das Haupttriebwerk, das die Rakete bis zum Scheitelpunkt der Flugbahn trug. Dort trennte sich der Kopf der Rakete vom Körper ab und beide Komponenten kehrten an Fallschirmen zur Erde zurück, wo sie geborgen werden konnten; der Booster der T-7M stürzte ungebremst auf den Boden bzw. ins Meer.

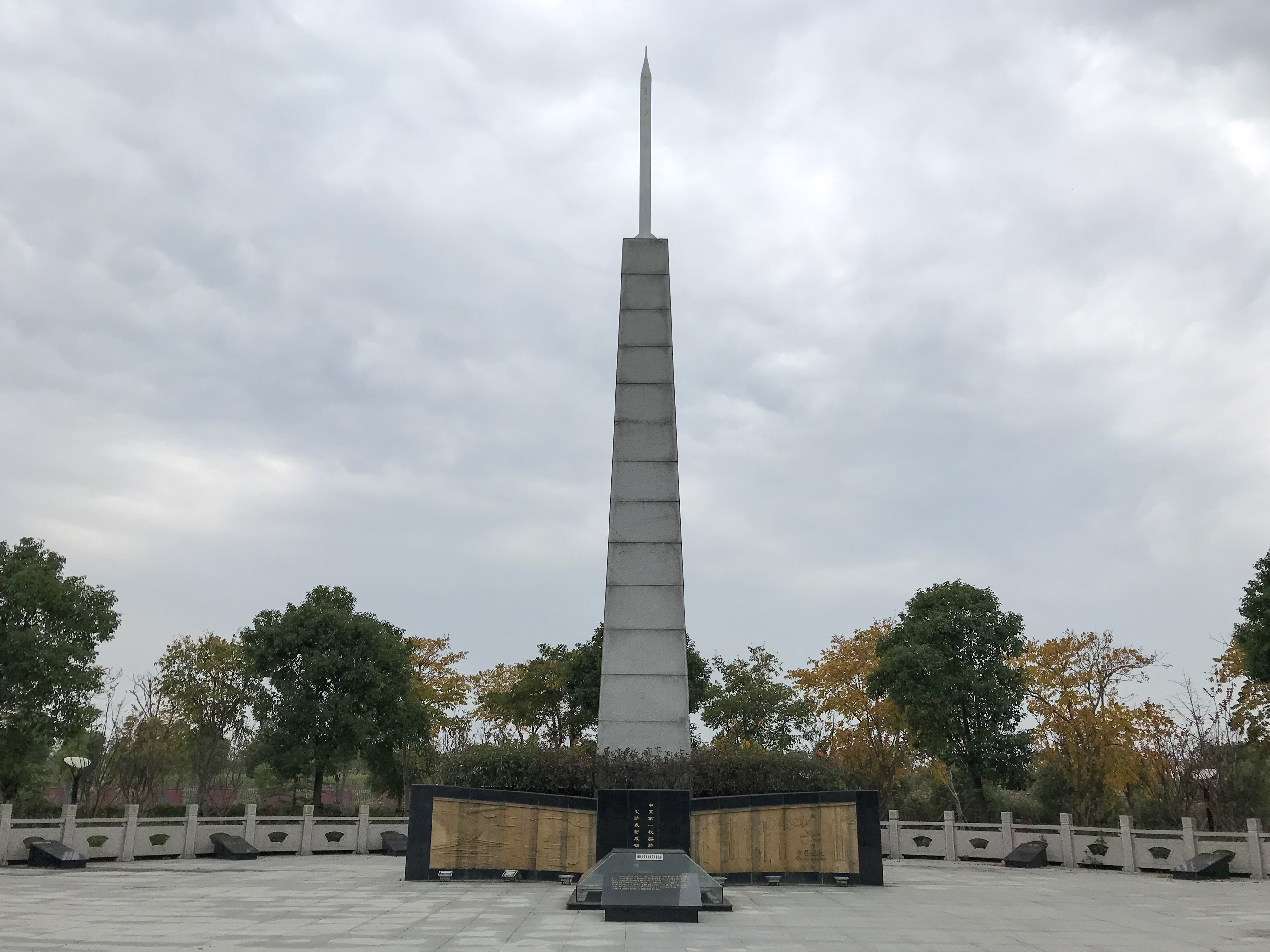
Denkmal am Startplatz Laogang

Der Start nahe dem Dorf Dongjin (东进村) in der Großgemeinde Laogang, einige Kilometer südlich des heutigen Shanghai Pudong International Airport, erfolgte von einem einfachen Stahlgerüst, das „Kontrollzentrum“ bestand aus einer mit Sandsäcken geschützten Strohhütte und die Pressluft für die Druckgasförderung des Treibstoffs wurde mit einer Fahrradpumpe erzeugt. Nach einem ersten fehlgeschlagenen Versuch im Januar 1960 erreichte der Prototyp am 19. Februar 1960 eine Höhe von 8 km, wobei die Antenne zur Bahnverfolgung der Rakete von mehreren Männern per Hand nachgeführt werden musste.
Am 28. Mai 1960 besuchte Mao Zedong die Messe für neue Technologien in Shanghai. Man erklärte ihm, dass der Erfolg ohne Hilfe russischer Experten erreicht worden sei und dass die Entwickler fast alle unter 25 Jahren alt waren. Mao zeigte sich beeindruckt und wünschte sich eine Gipfelhöhe von 200 km.
Im März 1960 begann die Arbeit an einer Startplattform für die endgültige T-7 in der südlichen Provinz Anhui. Neben dem Shanghaier Ingenieurbüro war auch das Institut für Geophysik der Chinesischen Akademie der Wissenschaften an der Entwicklung beteiligt. Beim ersten Start im September 1960 wurden Feststoffbooster verwendet. Nach mehreren, nicht immer erfolgreichen Starts erreichte die Rakete am 23. November 1961 eine Höhe von 58 km. In dieser Höhe konnte sie Wetterbeobachtungen vornehmen. Bis 1965 wurden 24 T-7 gestartet. Neun davon waren Wetterraketen.

## Verbesserte Modelle
Im Mai 1961 beauftragte die Kommission für Wehrtechnik der Volksbefreiungsarmee die Chinesische Akademie der Wissenschaften, ein Profil der Hochatmosphäre bis in eine Höhe von 100 km zu erstellen: Temperatur, Luftdruck, Luftdichte und Winde. Zu diesem Zweck wurde im Januar 1962 der Bau einer verbesserten Version der T-7, die T-7A, genehmigt, die zusätzlich zu der eigentlichen Rakete mit Flüssigkeitstriebwerk noch einen Feststoffbooster als 1. Stufe hatte, womit Höhen von über 100 km, also bis in die Ionosphäre, erreicht werden konnten. Das Institut für Geophysik entwickelte dafür u. a. eine Nutzlast, mit der die Elektronendichte in der Ionosphäre gemessen wurde.
Der erste Flug einer T-7 mit meteorologischen Nutzlasten erfolgte am 4. August 1963, der erste Testflug der T-7A im Dezember 1963. Die T-7A war 10 m lang, wog 1,3 Tonnen und entwickelte einen Schub von 46 kN. Die mit Flüssigtreibstoff angetriebene obere Stufe und die bis zu 170 kg schwere Nutzlast (bei 60 km Höhe; 40 kg bei 110 km Höhe) konnten am Fallschirm zur Erde zurückkehren und wiederverwendet werden. Der Einsatz der Rakete erfolgte von Dezember 1963 bis 1969.
Nachdem Juri Alexejewitsch Gagarin am 12. April 1961 als erster Mensch die Erde umrundet hatte, wuchs auch in China die Begeisterung für die Raumfahrt. Man beschloss, Flugexperimente mit lebenden Versuchstieren durchzuführen. Am 19. Juli 1964 wurden mit einer zu diesem Zweck speziell umgebauten T-7A, der T-7A/S1 – das „S“ steht für 生物 bzw. shēngwù, also „Lebewesen“ – acht Mäuse und zwölf Reagenzgläser mit Taufliegen, Einzellern und Enzymen auf einem suborbitalen Flug bis in 70 km Höhe gebracht.
Nachdem am 1. und 5. Juni 1965 zunächst wieder mit einer T-7A/S1 Ratten und Mäuse in die Hochatmosphäre geschickt wurden, reisten die Hunde Xiaobao (小豹, Kleiner Panther, männlich) und Shanshan (珊珊, Elegant Schreitende, weiblich) am 15. bzw. 28. Juli 1966 mit jeweils einer T-7A/S2, die eine größere Nutzlastkapsel besaß, in der neben der Telemetrie für die Körperfunktionen der Tiere auch eine 8-mm-Kamera installiert war, die die Reaktionen der Tiere beim Start und in der Schwerelosigkeit filmte. Bei dem Film handelte es sich um einen japanischen 16-mm-Film, der von Hand geteilt wurde. Beide Hunde, die für die Weltraumbedingungen und den Aufenthalt in der engen Kapsel lange trainiert worden waren, überstanden die Flüge unverletzt. Es traten Beschleunigungskräfte von bis zu {\displaystyle 12g} und starke Stöße auf, was beim zweiten Flug die Überwachungssysteme zerstörte. Die Rückkehr zur Erde erfolgte per Fallschirm. Da kein Hubschrauber zur Verfügung stand – Chinas erster Hubschrauber, der Yan’an-2, wurde erst 1975 in Dienst gestellt – brauchte die Mannschaft lange, um den Landeplatz zu Fuß zu erreichen. Die Tiere waren jedoch unbeeindruckt. Nachdem der  Haltemechanismus gelöst worden war, sprangen die Hunde und die mitreisenden Mäuse aus der Kapsel, was im Fall von Xiaobao von einem Kameramann mit importiertem DDR-Farbfilm dokumentiert wurde. Anschließend wurden die Hunde von Bei Shizhang, dem Leiter des Instituts für Biophysik der Akademie der Wissenschaften, zurück nach Peking gebracht, wo sie später gepaart wurden und gesunde Welpen gebaren.
Die dreistufige T-7/GF-01A startete am 8. und am 20. August 1968, um die Zündvorrichtung für das Feststoffraketentriebwerk der 3. Stufe der geplanten Satelliten-Trägerrakete Changzheng 1 zu erproben. Beide Versuche gelangen. Am 8. August zündete das „Feststoffraketentriebwerk 01A“ (固体火箭发动机, Pinyin Gùtǐ Huǒjiàn Fādòngjī, daher kurz „GF-01A“) planmäßig in einigen dutzend Kilometern Höhe, und am 20. August in einer Höhe von 320 km.

## Nachfolger
Die T-7 wurde durch die HP2 abgelöst, deren erste Stufe zwei Triebwerke der T-7A im Tandem verwendete. Sie wurde für Routinemessungen in bis zu 70 km Höhe verwendet.